# Lista de estruturas de dados
Esta é uma lista de estruturas de dados.

## Estruturas lineares de dados

### Sem disciplina de acesso
- Lista
  - Vetor
    - Vetor dinâmico
    - Vetor paralelo

  - Lista ligada
  - Vetor associado
- Tabela de hash

### Com disciplina de acesso
- LIFO ou Pilha
- FIFO ou Fila
  - Enqueue
  - Dequeue
- Deque

## Grafos
- Teoria dos grafos
  - Árvore
    - Árvore B
    - Árvore binária
      - Árvore de busca binária
      - Árvore AVL